# Kapilára

Kapilární elevace vody (H_{2}O) a deprese rtuti (Hg).

Kapilára je velmi úzká trubička. Mnohé fyzikální jevy spojené s interakcí mezi kapilárou a kapalinou hrají enormně významnou roli ve světě kolem nás.

## Kapilární elevace a kapilární deprese
Jsou-li oba konce kapiláry otevřené a jeden z nich je zanořen do takové kapaliny, že molekulové interakce mezi molekulami stěny kapiláry jsou silnější, než interakce mezi molekulami kapaliny (kapalina dobře smáčející materiál kapiláry), je výsledkem silové působení, které vede ke vzlínání kapaliny kapilárou. Tento jev se nazývá kapilární elevace (z latiny elevo = výše zvedám, capillus = vlas).
Zvýšení (nebo snížení) hladiny v kapiláře lze určit ze vzorce
{\displaystyle h={\frac {2\sigma cos(\alpha )}{\rho gr}}},
kde {\displaystyle \sigma } je povrchové napětí, {\displaystyle \rho } je hustota, {\displaystyle \alpha } představuje stykový uhel a {\displaystyle r} je poloměr kapiláry.
Při zanedbání úhlu smáčení lze spočítat podle vzorce:

{\displaystyle h={\frac {2\sigma }{r\rho g}}},

kde {\displaystyle \sigma } je povrchové napětí, {\displaystyle \rho } je hustota a {\displaystyle r} je poloměr kapiláry.
Kapilární elevace je velmi důležitý jev, který mimo jiné umožňuje vzlínání vody půdou a umožňuje tak existenci rostlin i tam, kde by jinak pro nedostatek vody nemohly růst.
Opačným jevem ke kapilární elevaci je kapilární deprese, kde jsou silnější interakce mezi molekulami kapaliny než mezi molekulami kapaliny a materiálu kapiláry. Výsledkem je snížení hladiny v trubičce pod úroveň hladiny kapaliny okolo trubičky. Příkladem kombinace, při níž dochází ke kap. elevaci, je voda a skleněná kapilára, depresi můžeme pozorovat, když vodu nahradíme rtutí.
Kapilární elevaci a kapilární depresi souhrnně nazýváme kapilarita.

## Krevní kapiláry
Pojmem kapilára (či krevní kapilára) se rovněž rozumí velmi jemné krevní cévy.

## Kapilára v ledničce
V menších ledničkách se nachází uvnitř chladicího okruhu spirálovitá kapilára, zajišťující změnu tlaku v okruhu. Tekutina do kapiláry vstupuje pod tlakem a vystupuje pod nižším tlakem. Čím menší bude průměr kapiláry a čím delší bude, tím menší bude tlak na výstupu. Tento jev objasňuje rovnice kontinuity pro ustálené proudění a Bernoulliho rovnice. Z rovnice kontinuity víme, že tekutina v užší trubici proudí rychleji a z Bernoulliho rovnice vyplývá, že čím rychleji tekutina v potrubí teče, tím menší je tlak v potrubí.